# Pine Ridge (Carolina do Sul)
Pine Ridge é uma cidade  localizada no estado norte-americano de Carolina do Sul, no Condado de Lexington.

## Demografia
Segundo o censo norte-americano de 2000, a sua população era de 1593 habitantes.
Em 2006, foi estimada uma população de 1739, um aumento de 146 (9.2%).

## Geografia
De acordo com o United States Census Bureau tem uma área de
9,6 km², dos quais 9,6 km² cobertos por terra e 0,0 km² cobertos por água.

## Localidades na vizinhança
O diagrama seguinte representa as localidades num raio de 12 km ao redor de Pine Ridge.